# Resolució 2027 del Consell de Seguretat de les Nacions Unides
La Resolució 2027 del Consell de Seguretat de les Nacions Unides fou adoptada per unanimitat el 20 de desembre de 2011. Després de recordar les resolucions 1719 (2006), 1791 (2007), 1858 (2008), 1902 (2009) i 1959 (2010), el Consell va decidir ampliar el mandat de l'Oficina de les Nacions Unides a Burundi (BNUB) fins al 15 de febrer de 2013, amb la intenció de "continuar el suport al Govern de Burundi en les àrees de desenvolupament socioeconòmic, reintegrant poblacions afectades per conflictes i aprofundint la integració regional del país".